# Amanoa muricata
Amanoa muricata är en emblikaväxtart som beskrevs av Henry Hurd Rusby. Amanoa muricata ingår i släktet Amanoa och familjen emblikaväxter.
Artens utbredningsområde är Bolivia. Inga underarter finns listade i Catalogue of Life.